# Георги Менчев
Георги Мицев Менчев е български революционер и политик, деец на Вътрешната македоно-одринска революционна организация и на Българската комунистическа партия.

## Биография
Георги Менчев е роден в 1887 година в мелнишкото село Любовка, което тогава е в Османската империя. Влиза във ВМОРО и участва в съпротивата срещу османската власт, като е привърженик на Яне Сандански. При избухването на Балканската война в 1912 година е доброволец в Македоно-одринското опълчение и служи в четата на Сандански, а след това във II рота на XIV воденска дружина.
В 1919 година е инициатор за създаването на комунистическа организация в Любовка и става неин секретар. Ръководена от Менчев, комунистическата организация разгръща широка кампания и БКП печели общинските избори в 1922 година и Менчев става кмет на селото. В селото е въведен прогресивно-подоходен данък. Дейци на ВМРО арестуват съветниците комунисти, в това число и Георги Менчев, и след жестоки инквизиции на 10 септември 1922 година ги убиват в местността Лопово в Пирин.